# Loudoun United FC
El Loudoun United Football Club es un equipo de fútbol de la ciudad de Leesburg, Virginia, Estados Unidos que juega en la USL Championship desde 2019.

## Historia
Fue fundado el 18 de julio de 2018 en la ciudad de Leesburg, Virginia como uno de los equipos de expansión de la USL Championship para la temporada 2019. El club está afiliado al D.C. United de la MLS, por lo que los colores, escudo y uniforme son similares al del club de la MLS, con la diferencia de que en el escudo aparece un pegaso en lugar de un águila.
El club reemplaza al Richmond Kickers como equipo afiliado del D.C. United.
Tras la fundación de la MLS Next Pro en 2022, el club terminó su afiliación al club de la MLS. Así fue, como en febrero de 2023 el  Loudoun United FC fue vendido al Attain Sports and Entertainment, y continuó su trayectoria en la USL como club independiente.

## Estadio
El club jugó de local en el Audi Field en Washington D.C. en sus primeras temporadas.
Disputa sus encuentros de local en el Segra Field, inaugurado en 2019 tiene una capacidad para 5.000 espectadores.